# Sant Serni de Beraní
Sant Serni de Beraní és l'església del poble de Beraní, dins de l'antic terme municipal primigeni de Rialb, a la comarca del Pallars Sobirà.
Està situada en el petit poble de Beraní, a prop del seu extrem nord-est.